# Francesco Corrao
Pour les articles homonymes, voir Corrao.
Francesco Corrao, 14 décembre 1922 à Palerme et mort le 23 avril 1994 à Rome, est un psychiatre et un psychanalyste italien. Il est président de la Société psychanalytique italienne de 1969 à 1974.

## Biographie
Né le 14 décembre 1922 à Palerme,  Francesco Corrao étudie la psychanalyse avec Alexandra Tomasi de Lampedusa et il devient psychanalyste en 1952. 

### Carrière
De 1969 à 1974 il est président de la Société psychanalytique italienne et directeur de la Rivista di psychanalysis ; en 1975, il fonde avec d'autres le CRPG (Centro Ricerche Psicoanalitiche di Gruppo), Il Pollaiolo. Ce centre devient, après sa mort, l'Institut italien de psychanalyse de groupe. Tout au long de sa vie scientifique, il se consacre à la recherche, à la pratique clinique et à la formation en psychanalyse.
Son œuvre est multiple et complexe, caractérisée par de nombreuses tentatives d'intégration et de croisements entre différents savoirs : de la topologie à la psychiatrie sociale, des sciences humaines et linguistiques à la mythologie, du classicisme grec à la narratologie.
Alexandra Tomasi de Lampedusa l'introduit aux théories de Melanie Klein qu'il trouve également dans les travaux de Wilfred Bion. La signification freudienne originelle de la pensée de Corrao est influencée par deux figures importantes : Wilfred Bion et Jacques Lacan.
Sa rencontre avec Lacan l'amène à s'intéresser au langage en tant que lien avec l'inconscient et la psychose, tandis que sa rencontre avec Bion fait naître son intérêt pour la psychanalyse de groupe.

### Groupes dirigés par des psychanalystes
En 1965, peu après la présentation en Italie du volume Expériences en groupe de Wilfred Bion, Corrao commence à Rome des recherches sur le groupe à fonction analytique, donnant vie à une expérience de conduite de groupe avec la technique de Bion ; des analystes et des étudiants de l'Institut de psychanalyse participent à cette expérience. Il s'agit pratiquement du premier groupe expérimental, qui dure trois ans, jusqu'en 1969.
Par la suite, Corrao commence à superviser des chefs de groupe, parmi lesquels Claudio Neri, qui mène des activités à des fins de recherche au sein de la clinique universitaire. Corrao propose de rencontrer les personnes qui en font partie et les opérateurs décident d'accepter. C'est ainsi que commence une nouvelle expérience et qu'est né un deuxième groupe expérientiel dont l'activité se poursuit encore aujourd'hui, bien après la mort de Corrao, grâce à la fécondité de sa pensée.
Les réunions de ce deuxième groupe expérientiel durent de 1969 à 1975, sur une base bihebdomadaire, et se déroulent dans un lieu indépendant de toute institution ; cela permet de structurer un espace-temps exclusif au groupe et à chaque membre, une appartenance physique, mais aussi émotionnelle, fantasmatique et intellectuelle, donc capable de donner un nouveau sens et une nouvelle orientation aux qualités de l'expérience partagée.
Un effet peut-être inattendu du groupe expérientiel a été la motivation des participants envers l'expérience psychanalytique individuelle que pratiquement tous voulaient intégrer à l'expérience de groupe, confirmant l'hypothèse de Bion selon laquelle « le traitement psychanalytique de l'individu et l'analyse de groupe [...] traitent des aspects différents du même phénomène. » (W. Bion, 1961). 
En 1975, à la fin de l'expérience de groupe avec Corrao, la conscience d'être « un groupe de travail » a pris corps et, avec la fondation du Centro Ricerche Psicoanalitiche di Gruppo, il se constitue en centre d'étude pour la recherche psychanalytique approfondie sur les groupes ; dans ce but, un lieu a été choisi, à Rome, Via A. Pollaiolo, et à partir de ce moment, le groupe prend le nom de « groupe Pollaiolo ».
Corrao lance une activité similaire de recherche et de formation sur la conduite de groupes « à fonction analytique » en 1975 à Palerme, avec la création d'un deuxième Centre de recherche psychanalytique de groupe (initialement situé Via Duca della Verdura, puis Via Notarbartolo), auquel participent des psychanalystes, des psychiatres et des psychologues siciliens.

### Mythologème, un exemple pour parler de Palerme
Claudio Neri, dans son hommage à Corrao cite une interview intitulée il Maestro e il Porcospino (le Maître et le Porc-épic) par Roberto Andò. À la question du journaliste « Quels sont les échos qui vous arrivent – dans cette pièce qui
est celle d’un analyste et d’un chercheur, dans cette pièce tapissée d’une triple rangée de livres – sur la ville, sur Palerme, sur la mafia, sur les coups de feu, sur la violence ? », Neri indique que Francesco Corrao prend l'exemple du Cyclope dans le mythe d’Œdipe et répond « Palerme, dit Corrao, est comme l’œil du Cyclope. Le Cyclope, n’ayant qu’un seul œil, a un champ visuel partiel. Cette condition, comme c’est également le cas des sourds, le rend soupçonneux car son accès à un champ d’informations suffisamment vaste est limité. Le soupçon s’accompagne d’un sentiment de persécution qui le pousse à agir de manière violente. »

## Publications
- (it) Marco Longo - (ll Pollaiolo), « Lo Spazio Mentale Di Gruppo :un'introduzione al modello di Campo Gruppale, partendo dal pensiero di Francesco Corrao » (séminaire), Università di Roma 'La Sapienza' - Facoltà di Psicologia,‎ 17 février 1995 (lire en ligne)
- (it) Modelli psicoanalitici. Mito, passione, memoria, Laterza, 1992, 126 p. (EAN 9788842040996, lire en ligne)
- (it) Orme. Vol. 1: Contributi alla psicoanalisi, Raffaello Cortina, 1998, 262 p. (EAN 9788870784893, lire en ligne)